# MAT1A
MAT1A (англ. Methionine adenosyltransferase 1A) – білок, який кодується однойменним геном, розташованим у людей на 10-й хромосомі. Довжина поліпептидного ланцюга білка становить 395 амінокислот, а молекулярна маса — 43 648.
| 10         |  | 20         |  | 30         |  | 40         |  | 50         |
| ---------- |  | ---------- |  | ---------- |  | ---------- |  | ---------- |
| MNGPVDGLCD |  | HSLSEGVFMF |  | TSESVGEGHP |  | DKICDQISDA |  | VLDAHLKQDP |
| NAKVACETVC |  | KTGMVLLCGE |  | ITSMAMVDYQ |  | RVVRDTIKHI |  | GYDDSAKGFD |
| FKTCNVLVAL |  | EQQSPDIAQC |  | VHLDRNEEDV |  | GAGDQGLMFG |  | YATDETEECM |
| PLTIILAHKL |  | NARMADLRRS |  | GLLPWLRPDS |  | KTQVTVQYMQ |  | DNGAVIPVRI |
| HTIVISVQHN |  | EDITLEEMRR |  | ALKEQVIRAV |  | VPAKYLDEDT |  | VYHLQPSGRF |
| VIGGPQGDAG |  | VTGRKIIVDT |  | YGGWGAHGGG |  | AFSGKDYTKV |  | DRSAAYAARW |
| VAKSLVKAGL |  | CRRVLVQVSY |  | AIGVAEPLSI |  | SIFTYGTSQK |  | TERELLDVVH |
| KNFDLRPGVI |  | VRDLDLKKPI |  | YQKTACYGHF |  | GRSEFPWEVP |  | RKLVF      |

A: Аланін

C: Цистеїн

D: Аспарагінова кислота

E: Глутамінова кислота

F: Фенілаланін

G: Гліцин

H: Гістидин

I: Ізолейцин

K: Лізин

L: Лейцин

M: Метіонін

N: Аспарагін

P: Пролін

Q: Глутамін

R: Аргінін

S: Серин

T: Треонін

V: Валін

W: Триптофан

Кодований геном білок за функцією належить до трансфераз. 
Задіяний у такому біологічному процесі, як одновуглецевий метаболізм. 
Білок має сайт для зв'язування з АТФ, нуклеотидами, іонами металів, іоном магнію, калію. 